# قوی باش گوم سون
قوی باش گوم سون (انگلیسی: Be Strong, Geum-soon!; کره‌ای: 굳세어라 금순아) مجموعه تلویزیونی محصول کره جنوبی در سال ۲۰۰۵ با بازی هان هه جین و کانگ جی هوان است. این مجموعه از ۱۴ فوریه تا ۳۰ سپتامبر ۲۰۰۵، روزهای دوشنبه تا جمعه ساعت ۲۰:۲۰ (کی‌اس‌تی) از ام‌بی‌سی برای ۱۶۳ قسمت پخش شد.

## بازیگران
- هان هه جین در نقش نا گوم سون
- کانگ جی هوان در نقش گو جه هی